# Czapeczkowiec
Czapeczkowiec (Eumops) – rodzaj ssaków z podrodziny molosów (Molossinae) w obrębie rodziny molosowatych (Molossidae).

## Rozmieszczenie geograficzne
Rodzaj obejmuje gatunki występujące w Ameryce.

## Morfologia
Długość ciała (bez ogona) 49–130 mm, długość ogona 27–71 mm, długość ucha 12–52 mm, długość tylnej stopy 6–20 mm, długość przedramienia 36–86 mm; masa ciała 7–77 g.

## Systematyka
Rodzaj zdefiniował w 1906 roku amerykański botanik i zoolog Gerrit Smith Miller w artykule zatytułowanym Dwanaście nowych rodzajów nietoperzy, opublikowanym w czasopiśmie „Proceedings of the Biological Society of Washington”. Gatunkiem typowym jest (oryginalne oznaczenie) czapeczkowiec uszaty (E. perotis).

### Etymologia
- Eumops: gr. ευ eu ‘dobry, typowy’; rodzaj Mops Lesson, 1842 (mops)[1].
- Molossides : rodzaj Molossus É. Geoffroy Saint-Hilaire, 1805; -οιδης -oidēs ‘przypominający’[2][8]. Gatunek typowy (oryginalne oznaczenie): Molossides floridanus G.M. Allen, 1932.

### Podział systematyczny
Do rodzaju należą następujące gatunki:
| Grafika | Gatunek             | Autor i rok opisu                                                              | Nazwa zwyczajowa         | Podgatunki         | Rozmieszczenie geograficzne | Podstawowe wymiary                                           | Status IUCN |
| ------- | ------------------- | ------------------------------------------------------------------------------ | ------------------------ | ------------------ | --- | ------------------------------------------------------------ | ----------- |
|         | Eumops hansae       | Sanborn, 1932                                                                  | czapeczkowiec podniebny  | gatunek monotypowy | rozproszony w południowym Meksyku, Belize, północnym Hondurasie, Kostaryce, wschodniej Panamie, Wenezueli, Gujanie, Gujanie Francuskiej, północno-wschodnim Ekwadorze, północnym Peru, północnej Boliwii i Brazylii; zakres wysokości: do 600 m n.p.m.        | DC: 6–8 cm DO: 2,4–4,1 cm DP: 2,6–4,2 cm MC: 11–22 g         | LC          |
|         | Eumops delticus     | O. Thomas, 1923                                                                |                          | gatunek monotypowy | rozproszony w południowej Kolumbii (Caquetá), północno-wschodnim Peru (Loreto) oraz północnej i wschodniej Brazylii (Amapá, Pará, Bahia i Minas Gerais) | DC: 6,5–7,2 cm DO: 3,4–4,5 cm DP: 4,5–4,8 cm MC: około 15 g  | DD          |
|         | Eumops patagonicus  | O. Thomas, 1924                                                                | czapeczkowiec patagoński | gatunek monotypowy | południowe Peru, Boliwia, południowa Brazylia, Paragwaj, Argentyna i skrajnie północno-zachodni Urugwaj | DC: 5,4–7,4 cm DO: 2,7–4,3 cm DP: 4–4,7 cm MC: 7–16 g        | LC          |
|         | Eumops nanus        | (G.S. Miller, 1900)                                                            |                          | gatunek monotypowy | niejednolicie w południowym Meksyku (od Veracruz i Oaxaca oraz wyspa Cozumel), na południe do północnej Kolumbii, północno-zachodniej Wenezueli, południowej Gujany i Peru                                                                                    | DC: 4,9–6,8 cm DO: 2,8–4,7 cm DP: 3,9–4,8 cm MC: 7–13 g      | LC          |
|         | Eumops bonariensis  | (W.C.H. Peters, 1874)                                                          | czapeczkowiec karłowaty  | gatunek monotypowy | Paragwaj, południowa Brazylia, północna Argentyna i Urugwaj; zakres wysokości: 80–300 m n.p.m. | DC: 7,2–8,7 cm DO: 3,3–4,3 cm DP: 4,5–4,9 cm MC: 15–20 g     | LC          |
|         | Eumops chiribaya    | Medina, Gregorin, Zeballos, Zamora & L.M. Moras, 2014                          |                          | gatunek monotypowy | endemit Peru: znany z dwóch lokalizacji na nizinach Arequipa i Moquegua); zakres wysokości: 110–740 m n.p.m. | DC: około 8,2 cm DO: 5,2–5,3 cm DP: 6,1–6,2 cm MC: 20–30 g   | NE          |
|         | Eumops auripendulus | (G.K. Shaw, 1800)                                                              | czapeczkowiec czarny     | 2 podgatunki       | południowy Meksyk (od Oaxaca i Tabasco) na południe do Peru, Boliwii, południowego Paragwaju, północno-wschodniej Argentyny i południowej Brazylii, także Jamajka i Trynidad i Tobago (Trynidad); zakres wysokości: 0–2000 m n.p.m.                           | DC: 7,4–10 cm DO: 4,2–6,4 cm DP: 5,5–6,9 cm MC: 24–38 g      | LC          |
|         | Eumops maurus       | (O. Thomas, 1901)                                                              | czapeczkowiec gujański   | gatunek monotypowy | rozproszony w północno-wschodniej Wenezueli, południowej Gujanie, Surinamie (nieznany zasięg), północno-wschodnim Ekwadorze, wschodnim Peru i Brazylii | DC: 6,2–8,1 cm DO: 4–5,2 cm DP: 5,1–6,1 cm MC: 22–24 g       | DD          |
|         | Eumops trumbulli    | (O. Thomas, 1901)                                                              | czapeczkowiec amazoński  | gatunek monotypowy | Nizina Amazonki we wschodniej Kolumbii, południowej Wenezueli, Gujanie, Surinamie, wschodnim Peru, Brazylii i północnej Boliwii; zakres wysokości: poniżej 500 m n.p.m.                                                                                       | DC: 9–13 cm DO: 4,5–5,7 cm DP: 6,8–7,5 cm MC: brak danych    | LC          |
|         | Eumops perotis      | (H.R. Schinz, 1821)                                                            | czapeczkowiec uszaty     | 2 podgatunki       | południowo-zachodnie Stany Zjednoczone i północny Meksyk, rozproszony w północnej Wenezueli, południowo-zachodnim Ekwadorze, północno-zachodnim Peru, północnej Boliwii, wschodnim Peru, Paragwaju i północnej Argentynie; zakres wysokości: 60–3200 m n.p.m. | DC: 10–12 cm DO: 5,3–7,1 cm DP: 7,2–8,3 cm MC: 52–76 g       | LC          |
|         | Eumops chimaera     | Gregorin, L.M. Moras, Acosta, Vasconcellos, Poma, F.R. dos Santos & Paca, 2016 |                          | gatunek monotypowy | znany z 2 lokalizacji na nizinach wschodniej Boliwii i południowo-wschodniej Brazylii; zakres wysokości: 380–650 m n.p.m. | DC: 7,8–9,1 cm DO: 5,8–6,1 cm DP: 6,7–6,8 cm MC: brak danych | NE          |
|         | Eumops wilsoni      | R.J. Baker, M.M. McDonough, Swier, P.A. Larsen, Carrera & Ammerman, 2009       | czapeczkowiec ekwadorski | gatunek monotypowy | znany z 4 miejsc w północno-zachodnim Ekwadorze (Guayas wraz z wyspą Puná) i północno-zachodnim Peru (Lambayeque); zakres wysokości: 10–100 m n.p.m. | DC: 6,7–8,4 cm DO: 4,5–4,6 cm DP: 5,6–6 cm MC: 24–32 g       | DD          |
|         | Eumops dabbenei     | O. Thomas, 1914                                                                | czapeczkowiec duży       | gatunek monotypowy | niejednolicie w Kolumbii i Wenezueli oraz w Brazylii (Mato Grosso do Sul), Paragwaju i północnej Argentynie; zakres wysokości: 0–1000 m n.p.m. | DC: 7,1–11,5 cm DO: 5,5–6,6 cm DP: 7,2–8,6 cm MC: 74–77 g    | LC          |
|         | Eumops underwoodi   | G.G. Goodwin, 1940                                                             | czapeczkowiec sonorski   | 2 podgatunki       | południowo-zachodnie Stany Zjednoczone (południowa Arizona) i zachodni Meksyk na południe przez pacyficzne zbocza do Gwatemali, Belize, Salwadoru, Hondurasu, zachodniej Nikaragui i północno-zachodniej Kostaryki; zakres wysokości: 0–2000 m n.p.m.         | DC: 8,5–11,2 cm DO: 4,8–6,4 cm DP: 6,5–7,5 cm MC: 40–68 g    | LC          |
|         | Eumops glaucinus    | (J.A. Wagner, 1843)                                                            | czapeczkowiec haremowy   | gatunek monotypowy | wschodnie Andy w Kolumbii, Wenezueli, południowej Gujanie, zachodniej, środkowej i południowej Brazylii, północnej i wschodniej Boliwii, Paragwaju oraz północnej Argentynie; zakres wysokości; zakres wysokości: 0–900 m n.p.m.                              | DC: 8,3–9,1 cm DO: 4,8–6,1 cm DP: 5,4–6,3 cm MC: 29–42 g     | LC          |
|         | Eumops ferox        | (J.C. Gundlach, 1861                                                           | czapeczkowiec karaibski  | gatunek monotypowy | rozproszony od środkowego Meksyku (południowe Jalisco, Morelos i północne Veracruz) na południe do Kostaryki, także Kuba i Jamajka; do 900 m n.p.m. | DC: 7,5–9,5 cm DO: 4–5,4 cm DP: 5,5–6,3 cm MC: 34–42 g       | LC          |
|         | Eumops floridanus   | (G.M. Allen, 1932)                                                             | czapeczkowiec florydzki  | gatunek monotypowy | endemit Stanów Zjednoczonych: południowa Floryda | DC: 7,7–10 cm DO: 4–6,4 cm DP: 6,1–6,6 cm MC: 25–60 g        | VU          |

Kategorie IUCN:  LC  – gatunek najmniejszej troski,  VU  – gatunek narażony,  DD  – gatunki o nieokreślonym stopniu zagrożenia;  NE  – gatunki niepoddane jeszcze ocenie.